# Gornja Klezna
Gornja Klezna (en serbe cyrillique : Горња Клезна) est un village du sud-est du Monténégro, dans la municipalité d'Ulcinj.

## Démographie

### Évolution historique de la population
| 1948 | 1953 | 1961 | 1971 | 1981 | 1991 | 2003 |
| ---- | ---- | ---- | ---- | ---- | ---- | ---- |
| 229  | 248  | 244  | 283  | 252  | 241  | 164  |